# Tunnel du Mont Terri
Le tunnel du Mont Terri est un tunnel autoroutier situé dans le canton du Jura en Suisse.
Reliant Courgenay en Ajoie à Saint-Ursanne par l'autoroute A16, il traverse le mont Terri. Avec le tunnel du Mont Russelin, il permet la traversée de la dernière chaîne du Jura plissé (Les Rangiers) depuis le plateau suisse pour atteindre l'Ajoie. D'une longueur de 4 068 mètres, il est à un tube (avec une galerie pilote reconvertie en galerie de sécurité parallèle au tunnel principal) et sa construction a débuté en 1988 pour s'achever en 1998.